# Dulebe
Dulebe (cirill betűkkel Дулебе) település Szerbiában, a Raškai körzet Tutini községében.

## Népesség
- 1948-ban 155 lakosa volt.
- 1953-ban 168 lakosa volt.
- 1961-ben 122 lakosa volt.
- 1971-ben 90 lakosa volt.
- 1981-ben 47 lakosa volt.
- 1991-ben 56 lakosa volt.
- 2002-ben 56 lakosa volt,[1] akik közül 42 bosnyák (75%) és 14 szerb (25%).[2]